# خود دوور
خود دوور (به لهستانی:  Chudy Dwór) یک روستا در لهستان است که در گمینا ووکتا واقع شده‌است.